# Flughafen Gliwice

i7
i11
i13
Der Flughafen Gliwice befindet sich im Stadtteil Trynek (Trinneck) der polnischen Stadt Gliwice (Gleiwitz). Heute dient der Flugplatz vor allem dem dort ansässigen Aeroklub Gliwicki.

## Geschichte
Seit 1914 bestand in Gleiwitz-Schönwald ein „Fluggelände mit Schuppen“, das im Ersten Weltkrieg zu einer militärischen Fliegerstation ausgebaut wurde. Der Flughafen Gleiwitz wurde 1916 mit einer Fläche von 117 ha für zivile und militärische Nutzung eröffnet. Der Flughafen verfügte unter anderem über ein Verwaltungsgebäude sowie 8 Hangars; später wurde er noch um ein Offizierskasino und Mannschaftsunterkünfte ergänzt. Nach dem Ersten Weltkrieg mussten die militärischen Anlagen 1923 demontiert werden. Danach wurde der Flugplatz ausschließlich zivil genutzt. Am 3. Februar 1925 erfolgte die Gründung der Oberschlesischen Luftverkehrs AG mit Sitz in Gleiwitz. Im selben Jahr wurde der Flughafen mit regelmäßigen Flügen des Junkers Luftverkehr nach Berlin über Breslau an das Liniennetz angeschlossen. Der Flughafen wurde auf den Linien London-Hamburg-Berlin-Breslau-Gleiwitz-Lemberg-Odessa-Tbilisi-Teheran und Rom-Genua-Triest-Wien-Gleiwitz-Warschau angeflogen.
Nachdem sich der Oberschlesische Industriebezirk in seiner Flughafenfrage endgültig für den Standort Gleiwitz entschieden hatte, wurde im Juni 1927 unter Beteiligung des Reiches und des Staates Preußen die „Oberschlesische Flughafen G.m.b.H.“ mit Sitz in Gleiwitz gegründet worden. Ihre Aufgabe war der Betrieb des Flughafens und sein Ausbau. Als erstes wurden die Planungen für den Bau des Verwaltungs- und Empfangsgebäudes begonnen. Die Entwürfe dafür wurden durch Stadtbaurat Karl Schabik (1882–1945) und dem Architekten Sattler in engster Zusammenarbeit mit der Flughafendirektion aufgestellt. Zu den Planungen gehörte auch eine Terrasse mit Kaffeegarten auf der Seite des Flugfeldes. Von dieser ursprünglichen Planung wurde schließlich eine leicht veränderte und verkürzte Variante realisiert. Am Samstag, den 10. August 1929 wurde das moderne Empfangsgebäude des Flughafens u. a. mit Empfangshalle und Restauranträumen eröffnet.
Am 6. Oktober 1929 veranstaltete die Gruppe Oberschlesien des Deutschen Luftfahrtverbandes auf dem Flugplatz einen großen Volksflugtag unter Mitwirkung der Oberschlesischen Flughafengesellschaft und des Automobil- und des Motorradklubs. Neben einem Geschwaderflug und einer Fuchsjagd des ADAC bot der Kriegsflieger Ernst Udet Kunstflüge und der Fallschirmpilot Konrad präsentierte einen Fallschirmsprung. Am Sonntag, den 5. Juli 1931 landete auf dem Flugplatz in Anwesenheit von 200.000 Zuschauern das Luftschiff Graf Zeppelin. Tags zuvor hatte Elly Beinhorn dem Flugplatz einen Besuch abgestattet.
Im Zweiten Weltkrieg wurde der Flughafen Gleiwitz erneut militärisch genutzt und als Ausbildungsplatz der Luftwaffe ausgebaut. Zu dieser Zeit hatte das Flugfeld eine Größe von 1200 × 1000 m. Am 24. Januar 1945 wurde er von Einheiten der 1. Ukrainischen Front besetzt. Anschließend diente er vom März bis zum August verschiedenen, mit Iljuschin Il-2 ausgerüsteten Schlachtfliegereinheiten der sowjetischen Luftstreitkräfte als Einsatzflugplatz. In den 1950er Jahren wurde der Flughafen durch die Stadtverwaltung Gliwice wiederaufgebaut und unter anderem ein Luftfahrtverein angesiedelt.
Im Jahr 1992 wurden vom Flugplatz Gliwice aus Löschflugzeuge eingesetzt, um die umfangreichen Waldbrände in der Region zu bekämpfen. Am 17. Juni 1999 fand während des Besuchs von Johannes Paul II. in Gliwice eine Messe auf dem Flugplatz statt.